# Ectmesopus
Ectmesopus is een geslacht van kevers uit de familie bladkevers (Chrysomelidae).
De wetenschappelijke naam van het geslacht werd in 1940 gepubliceerd door Blake.

## Soorten
- Ectmesopus angusticollis Blake, 1940
- Ectmesopus crassicornis Blake, 1940
- Ectmesopus darlingtoni Blake, 1940
- Ectmesopus leonadorum Blake, 1958
- Ectmesopus longicornis Blake, 1940
- Ectmesopus malachioides (Suffrian, 1867)
- Ectmesopus nigrolimbatus (Blake, 1959)
- Ectmesopus occipitalis (Blake, 1940)
- Ectmesopus pallidus (Blake, 1940)
- Ectmesopus placidus (Suffrian, 1867)
- Ectmesopus rhabdotus (Blake, 1966)
- Ectmesopus tristis (Blake, 1940)
- Ectmesopus vitticollis (Blake, 1940)
- Ectmesopus zayasi (Blake, 1959)
- Ectmesopus zonatus (Blake, 1940)